# Björn Jungbauer
Björn Jungbauer (* 13. September 1981 in Würzburg) ist ein deutscher Politiker der CSU. Seit 2023 ist er Abgeordneter im Bayerischen Landtag.

## Leben
Jungbauer besuchte die  Jakob-Stoll Realschule Würzburg, die er 1999 mit der Mittleren Reife abschloss, und machte 2001 Fachabitur an der Fachoberschule Würzburg. Anschließend absolvierte er eine Ausbildung bei der Polizei und arbeitete von 2004 bis 2014 als Polizist. Von 2011 bis 2013 studierte er an der Hochschule für den öffentlichen Dienst in Sulzbach-Rosenberg und schloss als Diplom-Verwaltungswirt (FH) ab.
1998 trat Jungbauer in die Junge Union und die CSU ein, seit 2011 ist er Mitglied im Bezirksvorstand der CSU Unterfranken. Von 2008 bis 2014 war er Mitglied im Gemeinderat von Margetshöchheim, von 2014 bis 2023 war er Bürgermeister von Kirchheim. Seit 2008 ist er außerdem Mitglied im Kreistag des Landkreises Würzburg, seit 2020 als Vorsitzender der CSU-Fraktion.
Bei der Landtagswahl am 8. Oktober 2023 kandidierte er im Stimmkreis Würzburg-Land und erhielt mit 42,4 % das beste Erststimmenergebnis, womit er in den Landtag gewählt wurde, dem er seit dem 30. Oktober 2023 angehört.
Im Bayerischen Landtag ist Jungbauer Mitglied in den Ausschüssen für Bildung und Kultus sowie für Eingaben und Beschwerden, außerdem ist er stellvertretendes Mitglied im Ältestenrat.
Jungbauer wohnt in Margetshöchheim, ist verheiratet und hat drei Kinder.